# Swynnerton Hall
O Swynnerton Hall é um palácio rural do século XVII privado que serve de residência a Lorde Stafford. Fica localizado em Swynnerton, próximo de Stone, no Staffordshire, Inglaterra. É um listed building classificado com o Grau I.

## História
O solar de Swynnerton pertenceu à família epónima por vários séculos antes de passar para os Fitzherbert, quando William Fitzherbert, terceiro filho de Sir Anthony Fitzherbert, de Norbury Hall, casou com Elizabeth, filha e herdeira de Humphrey Swynnerton, em 1562.
Os Fitzherbert, uma família devotamente Católica, foram simpatizantes dos Realistas durante a Guerra Civil Inglesa, o que com que o edifício fosse danificado de forma irreparável pelas forças Parlamentaristas.
As propriedades de Norbury e Swynnerton foram unidas quando, em 1649, John Fitzherbert, de Norbury, legou a sua propriedade ao seu primo, William Fitzherbert, de Swynnerton.
O solar foi reconstruído, por volta de 1729, segundo um impressionante desenho em Estilo Georgiano da autoria do arquitecto Francis Smith of Warwick, com uma frontaria de três pisos e nove secções.
Adjacente ao palácio, foi construída uma capela privada da família por Gilbert Blount, cerca de 1868. A capela tem o estatuto de listed building com o Grau II*.
Em 1913, Francis Fitzherbert herdou o título de Barão Stafford aquando do falecimento do seu tio materno, Fitzherbert Stafford Jerningham, de Costessey Hall, Norfolk.
Thomas Fitzherbert (1552-1640), de Swynnerton, foi um líder Jesuíta dos seus dias. Mrs. Fitzherbert, a amante/esposa do futuro Jorge IV, foi a viúva dum outro Thomas Fitzherbert de Swynnerton. 
Em 2009, Lorde Stafford, antigo Alto Xerife de Staffordshire, ainda reside no palácio e cultiva a propriedade de 1.200 ha (3.000 acres).